# 维也纳苏格兰教堂

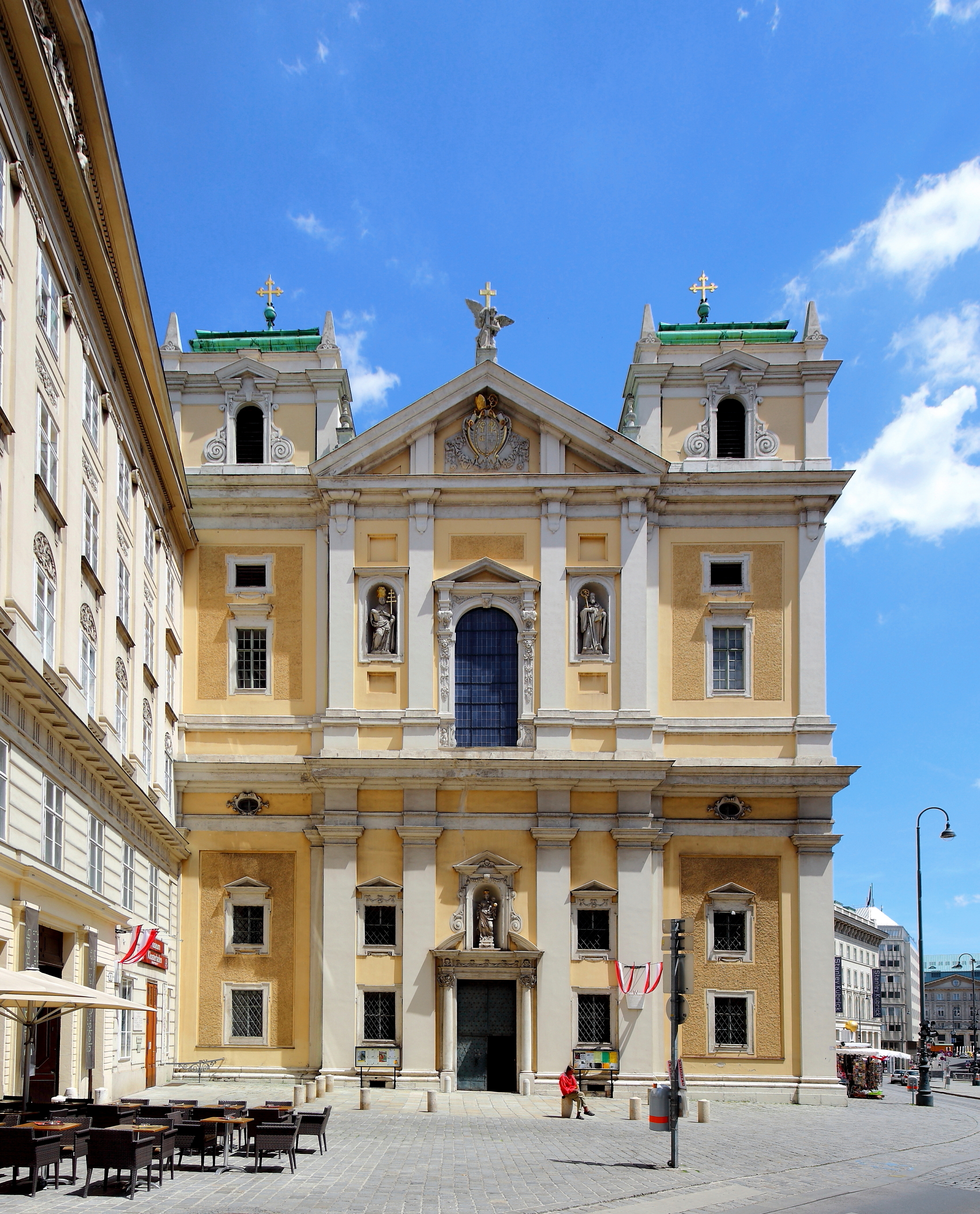
维也纳苏格兰教堂

维也纳苏格兰教堂（Schottenkirche）是位于奥地利首都维也纳内城区弗赖永广场的一座罗马天主教教堂，1958年升格为次级圣殿，巴洛克式，面向西方，长55米，宽25米，由来自新苏格兰（爱尔兰）的本笃会僧侣创建于12世纪。1418年移交给来自梅尔克修道院的说德语的本笃会僧侣。
作曲家海顿在维也纳去世后，1809年年6月15日，在苏格兰教堂举行了盛大的追思仪式，演奏了莫扎特的安魂曲。电影导演弗里茨·朗则在此受洗。